# Paramédico

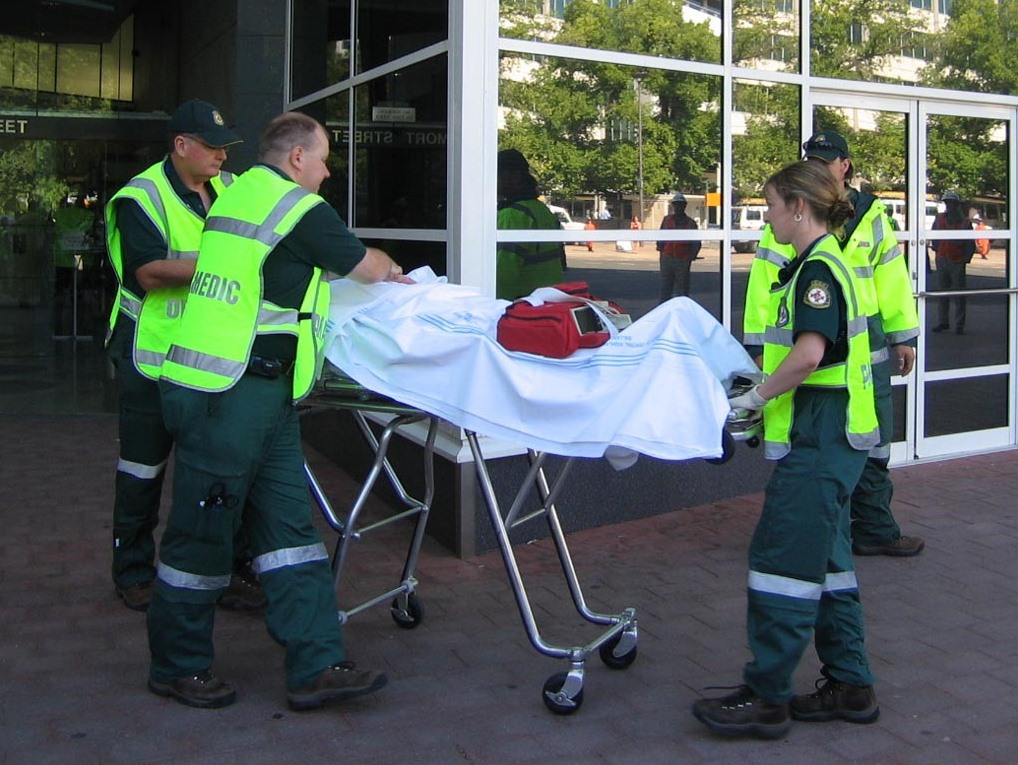
Paramédicos de Canberra transportam um paciente durante um exercício simulado

Paramédicos são profissionais habilitados da carreira do atendimento pré-hospitalar, cuja categoria profissional lhes permite a aplicação de técnicas médicas em ambiente extra-hospitalar. 
A classe paramédica engloba socorristas, técnicos de emergência médica de diversos níveis.
A
Na língua portuguesa o paramédico é o profissional da área da saúde que auxilia os serviços médicos, mas que não pertence ao corpo médico, portanto o médico não é paramédico e conforme a língua portuguesa os enfermeiros, técnicos, fisioterapeutas, massoterapeutas, etc. são paramédicos.
Apesar desse entendimento da língua portuguesa, isso não descreve adequadamente o profissional paramédico ou Técnico em Emergências Médicas com atribuições de executar procedimentos de Suporte Avançado de Vida como: intubações, acessos venosos, administração de medicamentos e soluções de emergências, sob direção médica, indireta ou à distância.

## Formação
Nos países em que existe este profissional dedicado ao atendimento pré-hospitalar, a pessoa que tem interesse em trabalhar nesta área, dispõe de cursos de formação e capacitação profissional em centros de ensino técnicos e acadêmicos públicos e privados para a formação do EMT (Emergency Medical Technician) nos níveis Básico e Paramédico, com cargas horárias que variam entre 600hs a 2000hs ou mais conforme o conteúdo e padrões estaduais destes países, sendo somente após a sua formação o direito a obter o seu registro profissional de Técnico em Emergências Médicas ou Paramédico para desempenhar as funções de atendimento pré-hospitalar nos serviços públicos ou privados de atendimento de emergências pré-hospitalares.

## Por países

### Brasil
Atualmente no Brasil, a ausência deste profissional vem sendo preenchida com outros profissionais da saúde e da segurança, porém estas formações todas não atendem a formação especifica do EMT-P - Emergency Medical Technician Paramedic, conforme o currículo original (National Standard Curriculum) do US DOT (United State Department Of Transportation). O Brasil ainda se encontra na fase de aprendizado e ensaio de diversos modelos estrangeiros como da França, Espanha e EUA, sendo utilizados simultaneamente sem considerar o sistema como um todo (pré e inter-hospitalar). Se um médico tiver a intenção de trabalhar em emergências pré-hospitalares nos EUA, ele deve fazer cursos específicos da área pré-hospitalar ou se formar paramédico (EMT-P), sendo a partir daí considerada a sua formação de paramédico para exercer tal função.
No Brasil não existe a formação do Técnico em Emergências Médicas como nos países onde estão bem definidos os sistemas de atendimento pré-hospitalar, porém o termo Técnico em Emergências Médicas esta presente em normas brasileiras como a NBR 14561 - viatura para resgate e atendimento pré-hospitalar e em legislações como a portaria CVS04/94 da Vigilância Sanitária do Estado de SP, entre outras que figuram também como Técnico de Enfermagem em Emergências Médicas, sendo esta uma especialização específica para Técnicos em Enfermagem.

#### Cursos
O curso de TEM não é um curso reconhecido como de formação profissional, não havendo o registro desse curso pelo MEC – Ministério da Educação e Cultura nem o reconhecimento deste profissional Pelo M.T.E.- Ministério do Trabalho e Emprego nem o registro dessa profissão com classificação pelo CBO – Código Brasileiro de Ocupações, podendo ser desenvolvido como curso livre de capacitação ou extensão por qualquer instituição de ensino formal com carga horária da conveniência desta instituição para qualquer pessoa, porém se alguma instituição de ensino no Brasil tiver o interesse de implantar estes programas com os conteúdos e cargas horárias originais, esta instituição deve procurar as referências internacionais para os padrões de treinamentos, os equipamentos, laboratórios e áreas de campos práticos necessários, assim como a capacitação e atualização dos professores para estes cursos.
Atualmente no Brasil não existe nenhum curso de formação profissional de TEM, pelo fato de não existir este profissional legalmente reconhecido e apesar de nosso país ter todas as características e demandas para estes profissionais, nós não temos bem definida de um modo geral a capacitação e regulamentação dos Técnicos de Emergências Médicas, ficando estes critérios à disposição de algumas corporações de bombeiros de alguns Estados.
O que existe hoje no Brasil em termos de formação de TEMs, são os cursos promovidos pelos Corpos de Bombeiro Militar e pelas forças armadas, em conjunto com as policias e em conformidade com a portaria 2048 de 05 de Novembro de 2002, publicada no Diário Oficial da União; Poder Executivo, Brasília, DF, n. 219, 12 nov. 2002. Seção 1, p. 32-54.
Os cursos em questão são considerados de especialização para os profissionais destas forças e não não regidos nem pelo MEC e nem pelo Ministério do Trabalho e sim pelas forças armadas e pelo Ministério da Defesa.
O Professor Lemuel Araújo, da Policia Civil de Minas Gerais e consultor de APH Tático e emergências com produtos perigosos do SAMU 192 Santa Luzia MG, considera importante ressaltar que o Brasil é um pais independente e soberano, e possui legislação própria inclusive na area de Pré Hospitalar, o qual não se limita apenas nas Unidades de Atendimento Pré Hospitalar Móvel, mas tambem nas Unidades Pré Hospitalres Fixas (UPAs) e que o currículo original (National Standard Curriculum) do US DOT (United State Department Of Transportation)apesar de respeitado como referêncial técnico de consulta geral, não possui qualquer autoridade legal sobre elas ou qualquer outra atividade de emergência médica brasileira.

#### Legislação
Como legislação no Brasil, existe uma portaria do ministério da saúde que trata sobre padrões mínimos de treinamento de capacitação e não de formação, ainda não existe uma norma técnica para o currículo dos profissionais dedicados as emergências médicas. E na mesma portaria em seu texto, deixa claro que: "emergências médicas não é uma especialidade médica", ficando estes programas de capacitação a critério e disponibilidade de recursos de cada serviço de atendimento as emergências e não dos profissionais individualmente, ainda no texto desta portaria existe a crítica a respeito dos cursos de instituições privadas, considerando somente os NEUs – Núcleos de Educação em Urgências, como centros de ensino exclusivos para essas capacitações, porém, estes não conseguem atender no mínimo a demanda dos profissionais do SAMU que trabalham atualmente, e mesmo que atendessem isso não descarta a liberdade de outras instituições de ensino formal, públicas e privadas de promoverem cursos de formação e capacitação em emergências médicas pré-hospitalares.

### Portugal
O Conceito de formação e uso do termo paramédico difere de país para pais, cada nação tem sua definição para este termo. Porém o termo é universalmente associado ao pessoal que presta socorro pré-hospitalar, embora em Portugal esta categoria esteja legislada como o grupo de técnicos não médicos de analise e diagnóstico, realidade que face à globalização tende a mudar.
- Barbeiro-cirurgião
- História da medicina
- Primeiros socorros